# Guerrino Albani
Guerrino Albani (* 2. April 1954) ist ein ehemaliger san-marinesischer Fußballspieler.
Albani debütierte am 28. März 1986 in Serravalle für die san-marinesische Fußballnationalmannschaft gegen die Auswahl Kanadas. Dies sollte sein einziges Länderspiel bleiben.